# Унбегаун, Борис Генрихович
Бори́с Ге́нрихович Унбега́ун (также Б.-О. Унбегаун, нем. Boris Ottokar Unbegaun; 23 августа (4 сентября) 1898, Москва — 4 марта 1973, Нью-Йорк) — филолог-русист (ономаст), профессор, специалист по славянским языкам и литературе.

## Биография
По словам Н. И. Толстого, Борис Унбегаун — «учёный с нерусской фамилией, но с русским самосознанием, русским сердцем и русской нелёгкой судьбой». Он родился в семье немецкого происхождения в Москве. Мачеха — Екатерина Даниловна Унбегаун (урождённая Зеленская) — многократно упоминается в его дневниках; она была соседкой писателя А. М. Ремизова по дому № 7 на парижской улице Буало, в котором тот проживал в 1933—1957 гг., дружила с семьёй писателя.
Юношей поступил в Константиновское артиллерийское училище в Санкт-Петербурге, которое окончил в 1917 году. Успел побывать на фронтах Первой мировой войны. Во время Гражданской войны в России служил в Добровольческой армии, был ранен, после поражения белых поселился в Европе.
В 1922—1924 годах был студентом Люблянского университета в Словении, затем продолжил обучение в Сорбонне, избрав специальность слависта. Его учителями и старшими коллегами были Гойко Ружичич, Андре Вайян, Антуан Мейе, Андре Мазон и др. После университета ему предложили место в библиотеке Института славянских исследований в Париже, где он, помимо прочего, много занимался рецензированием и составлением обзоров по русскому языкознанию и литературе.
В 1935 году защитил докторскую диссертацию на тему «Русский язык XVI века (1500—1550)» и выпустил две книги — об именных флексиях в русском языке XVI века и о сербском литературном языке XVIII века. Летом того же года познакомился с Мариной Цветаевой, которая характеризовала его в письме так: «молодой русский немец — в типе Даля, большой и скромный филолог». В 1936 году появились его первые очерки по русской ономастике (о названиях городов).
Во время Второй мировой войны, после оккупации Франции, был заключён в Бухенвальд, где пробыл до конца войны. В 1947 году опубликовал статью о славянских жаргонах в немецких концлагерях.
Преподавал в Страсбургском университете, в Свободном университете Брюсселя, с 1948 года также в Оксфордском университете. С 1953 по 1965 год постоянно жил в Оксфорде, работая профессором сравнительной славянской филологии. С 1965 года — профессор славянской лингвистики в Нью-Йоркском университете, где остался до конца жизни.

## Научная деятельность
Борис Унбегаун внёс вклад в исследование исторической морфологии русского языка («Русский язык XVI века (1500—1550). Словоизменение имён»). Он выявил типы калькирования в славянских языках на разных этапах их развития, преимущественно на этапе становления литературных языков. Он также впервые разработал периодизацию истории литературного языка у сербов до реформы Вука Караджича (сильно видоизменившей сербскую кириллицу), охарактеризовал русское влияние на культуру, литературу и язык сербов XVIII века.
Составил «Русскую грамматику» (изданную на французском языке, а также в переводе на английский и немецкий), библиографический справочник по русскому языку, пособия по русскому стихосложению, по терминологии русского права. Опубликовал ряд работ по русской культуре (календарю, описанию внешности и пр.).
В области ономастики Борис Унбегаун провёл анализ названий русских городов (по греческой и по собственно славянской модели), создал ряд очерков по этимологии русских слов, а также по самоназванию карпаторуссов — «русины» (Ruteni / Rutheni).
Широкому кругу читателей он известен прежде всего как автор фундаментальной работы по русским фамилиям, позже переведённой на русский язык (с английского оригинала). Многие его другие научные труды далеко не потеряли значимости и ещё ждут своей публикации в России.

## Семья
- Жена — Елена Ивановна Унбегаун (урождённая Мансурова, 1902—1992).
  - Дочь — Татьяна Борисовна (в замужестве Лорриман).
- Брат мачехи — Константин Данилович Зеленский («Железный», 1876—1949), юрист, в эмиграции во Франции.

## Основные труды
- La langue russe au XVIe siècle (1500—1550). — Paris: Inst. d'Études Slaves de l’Univ. de Paris, 1935.
- Les débuts de la langue littéraire chez les Serbes. — Paris: Champion, 1935.
- Grammaire russe. — Lyon-Paris, IAC, 1951 (английский перевод: Russian grammar. Oxford: Clarendon Press, 1957; немецкий перевод: Russische Grammatik. — Göttingen: Vandenhoeck & Ruprecht, 1969)
- L’Origine du nom des Ruthènes. — Winnipeg: Acad. ukrainienne libre des sciences, 1953.
- A bibliographical guide to the Russian language. — Oxford: Clarendon Press, 1953.
- Russian versification. — Oxford: Clarendon Press, 1956.
- Drei russische Grammatiken des 18. Jahrhunderts. Nachdr. der Ausg. von 1706, 1731 und 1750. — München: Fink, 1969.
- Studies in Slavic Linguistics and Poetics. — New York: New York University Press, 1969.
- Selected papers on Russian and Slavonic philology. — Oxford: Clarendon Press, 1969.
- Russian surnames. — Oxford: Clarendon Press, 1972. [Рус. пер.: Унбегаун Б.-О. Русские фамилии / Пер. с англ. Л. В. Куркиной, В. П. Нерознака, Е. Р. Сквайрс; общ. ред. Б. А. Успенского. — М.: Прогресс, 1989 (и переиздания). — М.: Прогресс, 1989. — 443 с. — ISBN 5-01-001045-3.]